# Athlétisme aux Jeux d'Amérique centrale et des Caraïbes de 1986
Navigation
La Havane 1982 Mexico 1990
Les épreuves d'athlétisme des Jeux d'Amérique centrale et des Caraïbes de 1986 ont eu lieu à Santiago de los Caballeros, en République dominicaine. 

## Résultats

### Hommes
| Épreuve | Or                                                                   | Or              | Argent                                                                 | Argent          | Bronze                                                                       | Bronze                              |
| --- | -------------------------------------------------------------------- | --------------- | ---------------------------------------------------------------------- | --------------- | ---------------------------------------------------------------------------- | ----------------------------------- |
| 100 m | Andrés Simón Cuba                                                    | 10 s 29         | Juan Núñez République dominicaine                                      | 10 s 38         | Ray Stewart Jamaïque                                                         | 10 s 48                             |
| 200 m | Leandro Peñalver Cuba                                                | 20 s 70         | Juan Núñez République dominicaine                                      | 20 s 79         | Leroy Reid Jamaïque                                                          | 20 s 9                              |
| 400 m | Félix Stevens Cuba                                                   | 44 s 98         | Ian Morris Trinité-et-Tobago                                           | 45 s 02         | Elvis Forde Barbade                                                          | 45 s 65                             |
| 800 m | Olsen Barr Guyana                                                    | 1 min 49 s 42   | William Wuycke Venezuela                                               | 1 min 49 s 45   | Ángel Osoria Cuba                                                            | 1 min 50 s 35                       |
| 1 500 m | Jacinto Navarrete Colombie                                           | 3 min 43 s 72   | Germán Beltrán Venezuela                                               | 3 min 43 s 99   | Félix Mesa Cuba                                                              | 3 min 45 s 50                       |
| 5 000 m | Mauricio González Mexique                                            | 14 min 11 s 73  | Marcos Barreto Mexique                                                 | 14 min 12 s 73  | Juan Jesús Linares Cuba                                                      | 14 min 13 s 76                      |
| 10 000 m | Francisco Pacheco Mexique                                            | 29 min 39 s 56  | José Alcalá Mexique                                                    | 30 min 05 s 35  | Eduardo Maldonado Porto Rico                                                 | 30 min 29 s 39                      |
| Marathon | Jesús Amariles Colombie                                              | 02 h 23 min 00  | Radamés González Cuba                                                  | 02 h 25 min 54  | Dieudonné Lamothe Haïti                                                      | 02 h 32 min 11                      |
| 3000 m steeple | Juan Ramón Conde Cuba                                                | 8 min 42 s 38   | Juan Jesús Linares Cuba                                                | 8 min 46 s 11   | Rafael Colmenares Venezuela                                                  | 8 min 52 s 83                       |
| 110 m haies | Ángel Bueno Cuba                                                     | 13 s 86         | Juan Saborit Cuba                                                      | 13 s 91         | Ernesto Torres Porto Rico                                                    | 14 s 10                             |
| 400 m haies | Winthrop Graham Jamaïque                                             | 50 s 03         | David Charlton Bahamas                                                 | 50 s 14         | Jesús Aguilasocho Mexique                                                    | 50 s 48                             |
| Saut en hauteur | Francisco Centelles Cuba                                             | 2,22 m          | Bárbaro Díaz Cuba Alfredo Mejía République dominicaine                 | 2,20 m          | Pas de médaille de bronze attribuée                                          | Pas de médaille de bronze attribuée |
| Saut à la perche | Rubén Camino Cuba                                                    | 5,20 m          | José Echevarría Cuba                                                   | 5,00m           | Efram Meléndez Porto Rico                                                    | 4,90 m                              |
| Saut en longueur | Jaime Jefferson Cuba                                                 | 8,34 m          | Elmer Williams Porto Rico                                              | 7,81 m          | Ubaldo Duany Cuba                                                            | 7,57 m                              |
| Triple saut | Lázaro Betancourt Cuba                                               | 16,83 m         | Frank Rutherford Bahamas                                               | 16,67 m         | Norbert Elliott Bahamas                                                      | 16,40 m                             |
| Lancer du poids | Paul Ruiz Cuba                                                       | 19,01 m         | Marciso Boué Cuba                                                      | 18,59 m         | Hubert Maingot Trinité-et-Tobago                                             | 16,99 m                             |
| Lancer du disque | Luis Delís Cuba                                                      | 63,16 m         | Juan Martínez Cuba                                                     | 62,30 m         | Brad Cooper Bahamas                                                          | 61,40 m                             |
| Lancer du marteau | Vicente Sánchez Cuba                                                 | 68,04 m         | Eladio Hernández Cuba                                                  | 64,08 m         | David Castrillón Colombie                                                    | 63,68 m                             |
| Lancer du javelot | Ramón González Cuba                                                  | 77,32           | Juan de la Garza Mexique                                               | 74,28           | Máximo Driggs Cuba                                                           | 74,06                               |
| Décathlon | Ernesto Betancourt Cuba                                              | 7 333 pts       | Jorge Caraballo Cuba                                                   | 7 079 pts       | Ron McPhee Bahamas                                                           | 6 773 pts                           |
| 20 km marche | Ernesto Canto Mexique                                                | 1 h 26 min 25 s | Martín Bermúdez Mexique                                                | 1 h 27 min 23 s | Héctor Moreno Colombie                                                       | 1 h 28 min 41 s                     |
| 50 km marche | Martín Bermúdez Mexique                                              | 4 h 04 min 47 s | Félix Gómez Mexique                                                    | 4 h 07 min 20 s | Mauricio Cortés Colombie                                                     | 4 h 26 min 27 s                     |
| 4 × 100 m | Cuba Osvaldo Lara Leandro Peñalver Sergio Maximo Querol Andrés Simón | 38 s 74         | Jamaïque Gregory Meghoo Andrew Smith Raymond Stewart Leroy Reid        | 38 s 96         | République dominicaine José Méndez Gerardo Suero Fernando Reynoso Juan Núñez | 39 s 56                             |
| 4 × 400 m | Cuba Leandro Peñalver Agustín Pavó Jorge Valentin Félix Stevens      | 3 min 02 s 41   | Trinité-et-Tobago Ali St. Luis Ian Morris Michael Paul Carlyle Bernard | 3 min 04 s 57   | Barbade Henriko Atkins David Carter Ezra Catwell Elvis Forde                 | 3 min 06 s 88                       |
| Records et Performances - AR : Record continental (area record) - CR : Record des championnats (championship record) - MR : Record du meeting (meet record) - NR : Record national (national record) - OR : Record olympique (olympic record) - PR : Record paralympique (paralympic record) - PB : Record personnel (personal best) - SB : Meilleure performance personnelle de la saison (season's best) - WL : Meilleure performance mondiale de l'année (world leader) - WJR : Record du monde junior (world junior record) - WR : Record du monde (world record) Circonstances et Conditions - DNF : N'a pas terminé (did not finish) - DNS : N'a pas pris le départ (did not start) - DQ : Disqualification (disqualification) - NM : Aucun essai valable enregistré (No Mark) - Q : Qualifié « directement » au prochain tour (ou à la prochaine compétition), lors d'une compétition majeure, grâce au classement ou à la réalisation des minima (automatic qualifier) - q : Qualifié au prochain tour (ou à la prochaine compétition), lors d'une compétition majeure, grâce au repêchage ou à la réalisation de l'une des meilleures performances parmi celles des « non qualifiés directement » (grâce au meilleur temps ou à la meilleure distance par exemple) (secondary qualifier) |                                                                      |                 |                                                                        |                 |                                                                              |                                     |

### Femmes
| Épreuve | Or                                                                 | Or              | Argent                                                                     | Argent          | Bronze                                                                      | Bronze          |
| --- | ------------------------------------------------------------------ | --------------- | -------------------------------------------------------------------------- | --------------- | --------------------------------------------------------------------------- | --------------- |
| 100 m | Pauline Davis-Thompson Bahamas                                     | 11 s 51         | Camille Coates Jamaïque                                                    | 11 s 69         | Amparo Caicedo Colombie                                                     | 11 s 85         |
| 200 m | Pauline Davis-Thompson Bahamas                                     | 23 s 06         | Camille Coates Jamaïque                                                    | 23 s 44         | Amparo Caicedo Colombie                                                     | 23 s 52         |
| 400 m | Ana Fidelia Quirot Cuba                                            | 51 s 01         | Norfalia Carabalí Colombie                                                 | 52 s 46         | Cathy Rattray Jamaïque                                                      | 52 s 67         |
| 800 m | Ana Fidelia Quirot Cuba                                            | 1 min 59 s 00   | Angelita Lind Porto Rico                                                   | 2 min 02 s 12   | Imelda González Mexique                                                     | 2 min 02 s 26   |
| 1 500 m | Angelita Lind Porto Rico                                           | 4 min 18 s 67   | Imelda González Mexique                                                    | 4 min 19 s 58   | Nery McKeen Cuba                                                            | 4 min 23 s 34   |
| 3 000 m | Fabiola Rueda Colombie                                             | 9 min 30 s 25   | Sergia Martínez Cuba                                                       | 9 min 36 s 84   | Santa Velázquez Mexique                                                     | 9 min 42 s 36   |
| 10 000 m | Genoveva Domínguez Mexique                                         | 36 min 24 s 39  | Maricela Hurtado Mexique                                                   | 36 min 29 s 12  | Maribel Durruty Cuba                                                        | 38 min 20 s 27  |
| Marathon | Naidi Nazario Porto Rico                                           | 2 h 55 min 44 s | Maribel Durruty Cuba                                                       | 3 h 08 min 57 s | Aida Torres Porto Rico                                                      | 3 h 10 min 19 s |
| 100 m haies | Odalys Adams Cuba                                                  | 13 s 50         | Grisel Machado Cuba                                                        | 13 s 56         | Sandra Taváres Mexique                                                      | 13 s 86         |
| 400 m haies | Flora Hyacinth Îles Vierges des États-Unis                         | 57 s 55         | Tania Fernández Cuba                                                       | 57 s 60         | Alma Vázquez Mexique                                                        | 59 s 05         |
| Saut en hauteur | Silvia Costa Cuba                                                  | 1,96 m          | Cristina Fink Mexique                                                      | 1,81 m          | Laura Agront Porto Rico                                                     | 1,79 m          |
| Saut en longueur | Eloína Echevarría Cuba                                             | 6,61 m          | Shonel Ferguson Bahamas                                                    | 6,43 m          | Flora Hyacinth Îles Vierges des États-Unis                                  | 6,36 m          |
| Lancer du poids | Marcelina Rodríguez Cuba                                           | 17,22 m         | Rosa Fernández Cuba                                                        | 17,17 m         | María Isabel Urrutia Colombie                                               | 14,48 m         |
| Lancer du disque | Hilda Ramos Cuba                                                   | 63,44 m         | Maritza Martén Cuba                                                        | 63,24 m         | María Isabel Urrutia Colombie                                               | 50,68 m         |
| Lancer du javelot | María Caridad Colón Cuba                                           | 67,00 m         | Ivonne Leal Cuba                                                           | 56,56 m         | María González Porto Rico                                                   | 54,38 m         |
| Heptathlon | Caridad Balcindes Cuba                                             | 5 313 pts       | Leyda Castro République dominicaine                                        | 5 025 pts       | Irina Ambulo Panama                                                         | 4 997 pts NR    |
| 10 000 m marche | María Colín Mexique                                                | 50 min 43 s 62  | Graciela Mendoza Mexique                                                   | 51 min 56 s 62  | Margarita Morales Cuba                                                      | 55 min 00 s 93  |
| 4 × 100 m | Cuba Idania Pino Luisa Ferrer Susana Armenteros María Zamora       | 44 s 55         | Bahamas Carmel Major Pauline Davis-Thompson Deborah Greene Shonel Ferguson | 45 s 49         | Mexique Guadalupe García Alma Vázquez Alejandra Flores Sandra Taváres       | 45 s 58         |
| 4 × 400 m | Cuba Ester Petitón Odalis Hernández Nery McKeen Ana Fidelia Quirot | 3 min 33 s 60   | Porto Rico Virgen Fontánez Roxanne Oliver Mercedes Ríos Angelita Lind      | 3 min 41 s 32   | République dominicaine María Acevedo Ana Peña Virginia Cruz Glennis Reynoso | 3 min 47 s 84   |
| Records et Performances - AR : Record continental (area record) - CR : Record des championnats (championship record) - MR : Record du meeting (meet record) - NR : Record national (national record) - OR : Record olympique (olympic record) - PR : Record paralympique (paralympic record) - PB : Record personnel (personal best) - SB : Meilleure performance personnelle de la saison (season's best) - WL : Meilleure performance mondiale de l'année (world leader) - WJR : Record du monde junior (world junior record) - WR : Record du monde (world record) Circonstances et Conditions - DNF : N'a pas terminé (did not finish) - DNS : N'a pas pris le départ (did not start) - DQ : Disqualification (disqualification) - NM : Aucun essai valable enregistré (No Mark) - Q : Qualifié « directement » au prochain tour (ou à la prochaine compétition), lors d'une compétition majeure, grâce au classement ou à la réalisation des minima (automatic qualifier) - q : Qualifié au prochain tour (ou à la prochaine compétition), lors d'une compétition majeure, grâce au repêchage ou à la réalisation de l'une des meilleures performances parmi celles des « non qualifiés directement » (grâce au meilleur temps ou à la meilleure distance par exemple) (secondary qualifier) |                                                                    |                 |                                                                            |                 |                                                                             |                 |

## Tableau des médailles
| Rang | Nation                      | Or | Argent | Bronze | Total |
| ---- | --------------------------- | -- | ------ | ------ | ----- |
| 1    | Cuba                        | 27 | 16     | 8      | 51    |
| 2    | Mexique                     | 6  | 9      | 6      | 21    |
| 3    | Colombie                    | 3  | 1      | 7      | 11    |
| 4    | Bahamas                     | 2  | 4      | 3      | 9     |
| 5    | Porto Rico                  | 2  | 3      | 6      | 11    |
| 6    | Jamaïque                    | 1  | 3      | 3      | 7     |
| 7    | Îles Vierges des États-Unis | 1  | 0      | 1      | 2     |
| 8    | Guyana                      | 1  | 0      | 0      | 1     |
| 9    | République dominicaine      | 0  | 4      | 2      | 6     |
| 10   | Trinité-et-Tobago           | 0  | 2      | 1      | 3     |
| 10   | Venezuela                   | 0  | 2      | 1      | 3     |
| 12   | Barbade                     | 0  | 0      | 2      | 2     |
| 13   | Haïti                       | 0  | 0      | 1      | 1     |
| 13   | Panama                      | 0  | 0      | 1      | 1     |